# Палузелли, Кристина
Кристина Палузелли (итал. Cristina Paluselli, род. 23 октября 1973 года, Тренто, Италия) — известная итальянская лыжница, призёрка чемпионата мира, победительница этапа Кубка мира, участница двух Олимпиад. Наиболее успешно выступала в дистанционных гонках, неоднократно побеждала в лыжных марафонах.
В Кубке мира Палузелли дебютировала в 1993 году, в марте 2002 года одержала свою единственную в карьере победу на этапе Кубка мира в эстафете. Лучшим результатом в личных гонках на этапах Кубка мира, является 7-е место в масс-старте на 70 км в 2004 году. Лучшим достижением Палузелли в общем итоговом зачёте Кубка мира является 30-е место в сезоне 2000/01.
На Олимпиаде-2002 в Солт-Лейк-Сити стартовала в двух гонках: 10 км классикой — 39-е место, дуатлон 5+5 км — 53-е место.
На Олимпиаде-2006 в Турине стала как и на предыдущей Олимпиаде 39-й в гонке на 10 км классикой.
За свою карьеру принимала участие в трёх чемпионатах мира, лучший результат 7-е место в эстафете на чемпионате мира 2003 года, а в личных видах 16-е место в масс-старте на 15 км классическим ходом на том же чемпионате.
В конце своей лыжной карьеры много и успешно участвовала в лыжных марафонах, имеет в них на своём счету 9 побед, три раза подряд, в сезонах 2003/04, 2004/05 и 2005/06 становилась обладательницей Марафонского кубка мира.
Использовала лыжи производства фирмы Fischer.